# نرسه (فرماندار کسکر)
نرسه یا نرسی یکی از نجیب‌زادگان ایرانی در زمان ساسانی و فرماندار کسکر بود. او برادر ماه‌آذر گشنسپ و فرزند کسی به نام گشنسپ، و زنی اشرافی از خاندان اسپهبدان بودند که نامش دانسته نیست، اما می‌دانیم که خواهر ویستهم و وندوی بوده‌است.